# Thần học Đại kết
Thần học Đại kết (tiếng Đức: Ökumenische Theologie) nghiên cứu và suy ngẫm những câu hỏi, trách nhiệm toàn cầu của các giáo hội Ki tô khác nhau, sự công bằng qua cái tầm nhìn của thần học Kitô.
Mục đích của môn thần học này là làm thế nào các giáo phái có thể đối thoại, giải quyết những câu hỏi gây nhiều tranh cãi về đức tin cũng như những tập quán của các giáo hội. Quan trọng là đặt ra những tiên đề để vượt qua những chia rẽ. Mục đích không phải là chứng minh phải trái, mà để hiểu rõ giá trị đức tin của các giáo phái khác.
Môn thần học này bắt nguồn từ phong trào đại đoàn kết toàn cầu (ökumenische bewegung), một phong trào của người Kitô đã bắt đầu từ đầu thế kỷ thứ 20, mục đích là tạo sự đoàn kết và từ đó đưa tới những hoạt động chung của các giáo hội Kitô với nhau, đưa tới những lợi ích chung cho cả thế giới. Ökumenisch của tiếng Đức bắt nguồn từ chữ Ökumene, tiếng Hy Lạp là "oikoumene" (οἰκουμένη), có nghĩa là toàn cầu.